# Essentiële vetzuren
Essentiële vetzuren zijn vetzuren die het (menselijk) lichaam niet zelf kan maken uit andere vetzuren, terwijl het lichaam ze wel nodig heeft om normaal te kunnen functioneren. Dit betekent dat ze via de voeding moeten worden ingenomen. Essentiële vetzuren zijn "essentieel" genoemd toen onderzoekers erachter kwamen dat wanneer deze vetzuren ontbreken in de voeding, dit de groei van jonge kinderen en dieren schaadt. Deze vetzuren werden daarom vroeger vitamine F genoemd, totdat men erachter kwam dat ze tot de vetten behoorden. Het belang van essentiële vetzuren voor de gezondheid van de mens is momenteel onderwerp van grote wetenschappelijke belangstelling.

## Alfalinoleenzuur en linolzuur
Er zijn twee essentiële vetzuren:
- Alfalinoleenzuur dat slechts in enkele oliën in relatief grote hoeveelheden voorkomt, waarbij de bekendste lijnzaadolie is (circa 57% alfalinoleen). Een andere goede bron is sacha-inchiolie uit Peru met 48% alfalinoleenzuur.

Minder goede bronnen zijn walnootolie (circa 10%), saffloerolie (10%) en hennepolie (1-4%).
- Linolzuur dat onder andere in saffloerolie (circa 75%), zonnebloemolie (circa 65%) en sojaolie (circa 50%) voorkomt.

Deze twee vetzuren kunnen in het menselijk lichaam niet worden aangemaakt omdat wij de enzymen ontberen, die nodig zijn voor de synthese van deze vetzuren. Uit alfalinoleenzuur en linolzuur kan het lichaam twee groepen langere en sterker onverzadigde vetzuren synthetiseren: respectievelijk de omega 3- en de omega 6-vetzuren.

## Argumentatie voor het wel of niet toevoegen van EPA en DHA aan de voeding
Het delta-6-desaturase-enzym reguleert zowel de omzetting van alfalinoleenzuur in EPA als van EPA in DHA. Naar schatting kan het lichaam ongeveer 8% van het alfalinoleenzuur omzetten in eicosapentaeenzuur (EPA) en een percentage van ongeveer 3,8% in docosahexaeenzuur (DHA) Bij vrouwen is de omzetting overigens efficiënter, in een Brits onderzoek werden percentages van resp. 21 en 9 % gerapporteerd. Het delta-6-desaturase enzym werkt derhalve bij de meeste mensen afdoende efficiënt indien wordt voldaan aan 2 voorwaarden: 1: er moet een voldoende inname van omega 3 in de voeding zitten (plm. 3 gram alfalinoleenzuur per dag) 2: de verhouding tussen inname van omega 6 (linolzuur) en omega 3 (alfalinoleenzuur) moet in balans zijn, in het algemeen zit in westerse voeding te veel Linolzuur en te weinig alfalinoleenzuur. Een goede verhouding tussen linolzuur en alfalinoleenzuur is ongeveer 3:1.
Belangrijke bronnen van plantaardige omega 3 zijn bijvoorbeeld groenten zoals broccoli, noten en een aantal plantaardige oliën/oliemengsels; de meest bekende zijn lijn(zaad)olie en walnootolie. Er zijn ook diverse oliemengsels te koop en speciale oliesoorten zoals sacha-inchiolie.
Bij mensen die deze plantaardige bronnen niet gebruiken zal de omzetting in het lichaam onvoldoende zijn en worden ook EPA en DHA essentieel, vis(olie) is dan de meest logische vorm om voldoende inname te waarborgen.

## De groep van omega 3-vetzuren
De groep omega 3-vetzuren bestaat uit de volgende vetzuren. Tussen haakjes staat het aantal koolstofatomen in de vetzuurketen vermeld, evenals het aantal dubbele bindingen (mate van onverzadigheid):
- alfalinoleenzuur (18:3), vaak wordt de Engelse afkorting ALA gebruikt
- stearidonzuur (18:4), vaak wordt de Engelse afkorting SDA gebruikt
- eicosatetraeenzuur (20:4), vaak wordt de Engelse afkorting ETA gebruikt
- eicosapentaeenzuur (20:5), vaak wordt de Engelse afkorting EPA gebruikt
- docosahexaeenzuur (22:6), vaak wordt de Engelse afkorting DHA gebruikt

Alfalinoleenzuur kan met behulp van het delta-6-desaturase-enzym worden omgezet in het vetzuur eicosapentaeenzur (EPA). EPA kan zelf weer worden omgezet in ofwel docosahexaeenzuur (DHA) dan wel eicosanoïden (prostaglandinen). Vrijwel de enige goede natuurlijke voedselbron van EPA en DHA is vette vis (makreel, zalm, sardines, haring en paling). Eicosanoïden uit EPA (eicosanoïden van de derde serie) spelen een anti-inflammatoir en antiallergene rol. Ze spelen ook een belangrijke rol in de bescherming van de bloedvaten en het hart. DHA is belangrijk voor de hersenstofwisseling, speelt een rol bij de vorming van gezonde spermacellen evenals in de ontwikkeling van de hersenen en de ogen.

## De groep van omega 6-vetzuren
De groep omega 6-vetzuren bestaat uit de volgende vetzuren. Tussen haakjes staat het aantal koolstofatomen in de vetzuurketen vermeld, evenals het aantal dubbele bindingen (mate van onverzadigheid):
- Linolzuur (18:2), vaak wordt de Engelse afkorting LA gebruikt
- Gammalinoleenzuur (18:3), vaak wordt de Engelse afkorting GLA gebruikt
- Dihomogammalinoleenzuur (20:3), vaak wordt de Engelse afkorting DGLA gebruikt
- Arachidonzuur (20:4), vaak wordt de Engelse afkorting AA gebruikt

De vetzuren van het omega 6-type kunnen allen worden gevormd uit linolzuur. Via het delta-6-desaturase enzym kan linolzuur worden omgezet in gammalinoleenzuur. GLA kan ook via de voeding worden opgenomen uit onder meer borageolie en teunisbloemolie. Het komt ook in relatief grote hoeveelheden in moedermelk voor. GLA wordt vervolgens weer omgezet in dihomogammalinoleenzuur (DGLA), dat een directe bron is voor eicosanoïden van het eerste type (type-1-eicosanoïden). DGLA kan ook worden omgezet in arachidonzuur, bron van eicosanoïden van het tweede type (type-2-eicosanoïden).
Type-1-eicosanoïden spelen een anti-inflammatoire rol, stimuleren het immuunsysteem en beschermen hart- en bloedvaten. Type-2-eicosanoïden daarentegen 'werken pro-inflammatoir' (zijn ontstekingsbevorderend) en werken mee aan allergische reacties.

## Niet-essentiële vetzuren
Omega 9-vetzuren, zoals het oliezuur in olijfolie, zijn geen essentiële vetzuren. Het menselijk lichaam kan oliezuur zelf maken. Essentiële vetzuren worden soms ook verward met essentiële oliën, wat een anglicisme is voor de Engelse term voor etherische oliën.